# Howard Baskerville
Howard Conklin Baskerville (10 de abril de 1885 – 19 de abril de 1909) fue un profesor norteamericano del colegio de la Misión presbiteriana de Tabriz, Irán que murió combatiendo en la Revolución constitucional de Irán (1905-1909), a favor de un régimen constitucional democrático.
Baskerville nació en North Platte, en el estado de Nebraska (EE. UU.). Tanto su padre como su abuelo fueron ministros presbiterianos. Se graduó en 1907 en la Universidad de Princeton, donde además de estudiar religión y boxeo, realizó dos cursos con Woodrow Wilson sobre Teoría del Derecho y Derecho constitucional.
En otoño de 1907, Baskerville llegó a Irán como misionero, ejerciendo como profesor en la American Memorial School, una escuela misionera en la ciudad de Tabriz. Allí enseñó historia, inglés y geometría, también trabajó como entrenador de tenis y el instructor de equitación. Dirigió una producción estudiantil de El mercader de Venecia.
En la primavera de 1909, durante la Revolución Constitucional de Irán, decidió liderar una fuerza de voluntarios para defender la democracia constitucional. A pesar de los intentos de disuadirlo del cónsul estadounidense en Tabriz, Edward Doty, dirigió un centenar de voluntarios que trataban de ayudar a la defensa de la ciudad sitiada contra las tropas realistas de Mohammad Alí Shah Qayar. Baskerville fue muerto a tiros por un francotirador mientras lideraba un grupo de soldados de estudiantes que trataba de romper el asedio.  Tenía 24 años de edad.
Se le ha citado diciendo: "La única diferencia entre esta gente y yo, es mi lugar de nacimiento, y esto no es una gran diferencia". Al funeral de Baskerville asistieron miles de personas, en la que fue elogiado por los patriotas iraníes, siendo enterrado en el cementerio cristiano armenio de Tabriz. 